# Villa Klatte
Die Villa Klatte befindet sich in Bremen, Stadtteil Schwachhausen, Ortsteil Bürgerpark, Hollerallee 32 nahe an der Kreuzung Am Stern. Das Haus entstand 1900/01 nach Plänen von Wilhelm Blanke. 
Das Gebäude steht seit 1978 unter Bremer Denkmalschutz.

## Geschichte
Das zweigeschossige, mit Veranda, Loggia und Erkern stark gegliederte Wohnhaus wurde 1901 im Jugendstil der Jahrhundertwende für Jacoba Klatte gebaut. Die Fassade wird durch den mittleren Giebel im damals auch in Bremen häufigen Schweizerhausstil geprägt. Im Erdgeschoss befanden sich in dem großbürgerlichen Haus Eingangshalle mit Treppe, Herrenzimmer, Salon, Esszimmer und Wintergarten; oben die Schlafräume und im Souterraingeschoss die Dienstboten- und Kellerräume. Eine Besonderheit war später das Brommyzimmer, in dem Teile des Nachlasses von Admiral Karl Rudolf Brommy verwahrt waren, der mit Caroline Gross, einer Tante des Hausherren, verheiratet war.
Später erwarb der Kaufmann Daniel Entholt das Haus. 1924 kaufte der zeitweise in Guatemala lebende Kaffeekaufmann und Fincabesitzer Franz Gross (1875–1945) die Villa für seine Kinder und Enkel. 

Der Weser-Kurier bezeichnete 1979 das Haus als „eines der schönsten Bremer Häuser an der Hollerallee“. Auch im Umfeld stehen weitere großzügige Villen (Hollerallee 24, 67, 73–79; Parkallee 48, 79, 101, 103, 107, 117, 133) und typische Bremer Häuser. Im Haus wohnten und wirkten nach dem Krieg Mieter, u. a. das Institut für Seeverkehrswirtschaft und Logistik und eine Galerie. 
Heute (2018) wird das Haus für Wohnungen und eine Praxis genutzt.